# Trachyspina
Trachyspina es un género de arañas de la familia Trachycosmidae.

## Especies
- Trachyspina capensis Platnick, 2002
- Trachyspina chillimookoo Platnick, 2002
- Trachyspina daunton Platnick, 2002
- Trachyspina goongarrie Platnick, 2002
- Trachyspina illamurta Platnick, 2002
- Trachyspina madura Platnick, 2002
- Trachyspina mundaring Platnick, 2002
- Trachyspina olary Platnick, 2002